# Brachyphylla cavernarum
Brachyphylla cavernarum é uma espécie de morcego da família Phyllostomidae. Pode ser encontrada em Porto Rico, Ilhas Virgens e através da Pequenas Antilhas até St. Vincent e Barbados.